# Округ Колорадо (Тексас)
Округ Колорадо (енгл. Colorado County) је округ у америчкој савезној држави Тексас. По попису из 2010. године број становника је 20.874.

## Демографија
Према попису становништва из 2010. у округу је живело 20.874 становника, што је 484 (2,4%) становника више него 2000. године.
| Група             | 2000.          | 2010.          |
| Белци             | 13.165 (64,6%) | 12.496 (59,9%) |
| Афроамериканци    | 3.017 (14,8%)  | 2.740 (13,1%)  |
| Азијати           | 42 (0,2%)      | 77 (0,4%)      |
| Хиспаноамериканци | 4.024 (19,7%)  | 5.452 (26,1%)  |
| Укупно            | 20.390         | 20.874         |